# جک دورکین
جک دورکین (انگلیسی: Jack Dorkin؛ زادهٔ ژوئیه ۱۸۶۶) بازیکن فوتبال اهل بریتانیا است.
از باشگاه‌هایی که در آن بازی کرده‌است می‌توان به باشگاه فوتبال بیزینگ‌استوک تاون، باشگاه فوتبال ساوت‌همپتون، و باشگاه فوتبال رویال انجینیرز اشاره کرد.